# Adelheid Arna van Saksen-Meiningen

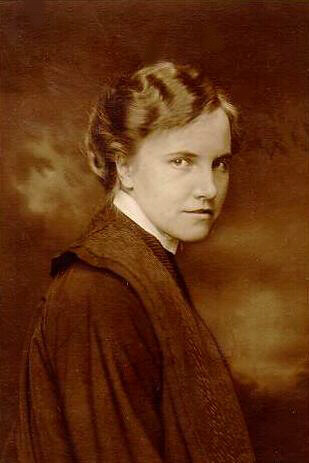
Adelheid van Saksen-Meiningen

Adelheid Arna Caroline Marie van Saksen-Meiningen (Kassel, 16 augustus 1891 - La Tour-de-Peilz, 25 april 1971) was een prinses uit het Huis Wettin.
Zij was een dochter van Frederik van Saksen-Meiningen en diens vrouw Adelheid van Lippe-Biesterfeld.
Zelf trouwde ze op 3 augustus 1914 met prins Adalbert van Pruisen, een zoon van de laatste Duitse keizer Wilhelm II en diens vrouw Augusta Victoria. 
Tijdens de Eerste Wereldoorlog diende haar man bij de Duitse marine. Zelf werd ze, mede op aandrang van haar schoonmoeder, actief in de liefdadigheid. Onder haar leiding werden twee hospitalen voor gewonde Duitse mariniers opgericht.
Na de oorlog en de val van de monarchie leefden zij en haar man een teruggetrokken bestaan. Eerst in Bad Homburg, later in Zwitserland, waar ze zich - vanwege Adelheids gezondheid - vestigden. Ze zou haar man al in 1948 verliezen en ze verloor daarop ook het contact met haar schoonfamilie.
Adelheid en Adalbert hadden de volgende kinderen:
- Victoria Marina (1915, stierf na de geboorte)
- Victoria Marina (1917-1981)
- Wilhelm Victor (1919-1989)